# Мова кіґа
Мова кіґа (також відома як рукіґа, ручіґа або чіґа) — мова народу кіґа (бакіґа). Належить до групи мов банту.
Поширена у Демократичній Республіці Конго, Руанда та Уганді, у 1976 році, число носіїв становила приблизно 848 000. Вперше була описана у другій половині дев'ятнадцятого сторіччя.
Кіґа дуже подібна до мови Н'янколе. Мови настільки схожі (подібність лексики 84 %-94 %), що деякі мовознавці стверджують, що вони є діалектами однієї н'янколо-кіґзькою мови.